# SMishing
Lo smishing, anche noto come phishing tramite SMS, è una tipologia di phishing che utilizza messaggi di testo e sistemi di messaggistica per appropriarsi di dati personali.
Esistono sostanzialmente tre varianti di questa truffa:
- vengono inviati messaggi SMS agli utenti, che fingono di riguardare la spedizione di un pacco.[2]
- vengono inviati messaggi SMS agli utenti, che asseriscono che si sia verificato un problema con il loro conto bancario.[3]
- vengono inviati messaggi SMS agli utenti, che contengono Malware.[4]